# Humaitá (Schiff)
Die Humaitá ist ein Monitor bzw. Flusskanonenboot und Typschiff der gleichnamigen Klasse der Marine Paraguays, das zwischen 1931 und 1992 in Dienst stand. Das für den Einsatz auf Flüssen konzipierte Schiff ist benannt nach der Hafenstadt Humaitá und dient seit seiner Außerdienststellung als Museumsschiff.

## Geschichte
Beide Schiffe der Humaitá-Klasse, die Paraguay und die Humaitá wurden als Flusskanonenboote (mit der Hauptbewaffnung 4 × 12 cm) von 1929 bis 1931 in Italien gebaut. Sie wurden nach Plänen des paraguayischen Marineingenieurs  José Bozzano für Flusskriegsoperationen im Amazonasbecken entwickelt und 1931 in Dienst gestellt. Sie sollten auch als Truppentransporter für ein Regiment (1400 Soldaten) geeignet sein. Dies spielte eine große Rolle im nachfolgenden Chacokrieg (1932–1935) mit Bolivien, bei dem die beiden Schiffe der Klasse als Truppentransporter auf dem Rio Paraguay eingesetzt wurden und den Fluss zudem aufgrund ihrer überlegenen Feuerkraft beherrschten.
1947 wurden beide Schiffe im paraguayischen Bürgerkrieg eingesetzt. Sie erhielten 1975 nochmals eine Überholung. Die Humaitá war mit den Booten Capitán Cabral und Itaipú am 3. Februar 1989 am Sturz des Diktators Alfredo Stroessner beteiligt. Die Humaitá ist seit 1992 Museumsschiff.
Das einzige weitere Schiff der Klasse, die Paraguay, steht noch heute im Dienst.